# 贾斯旺萨达陵墓

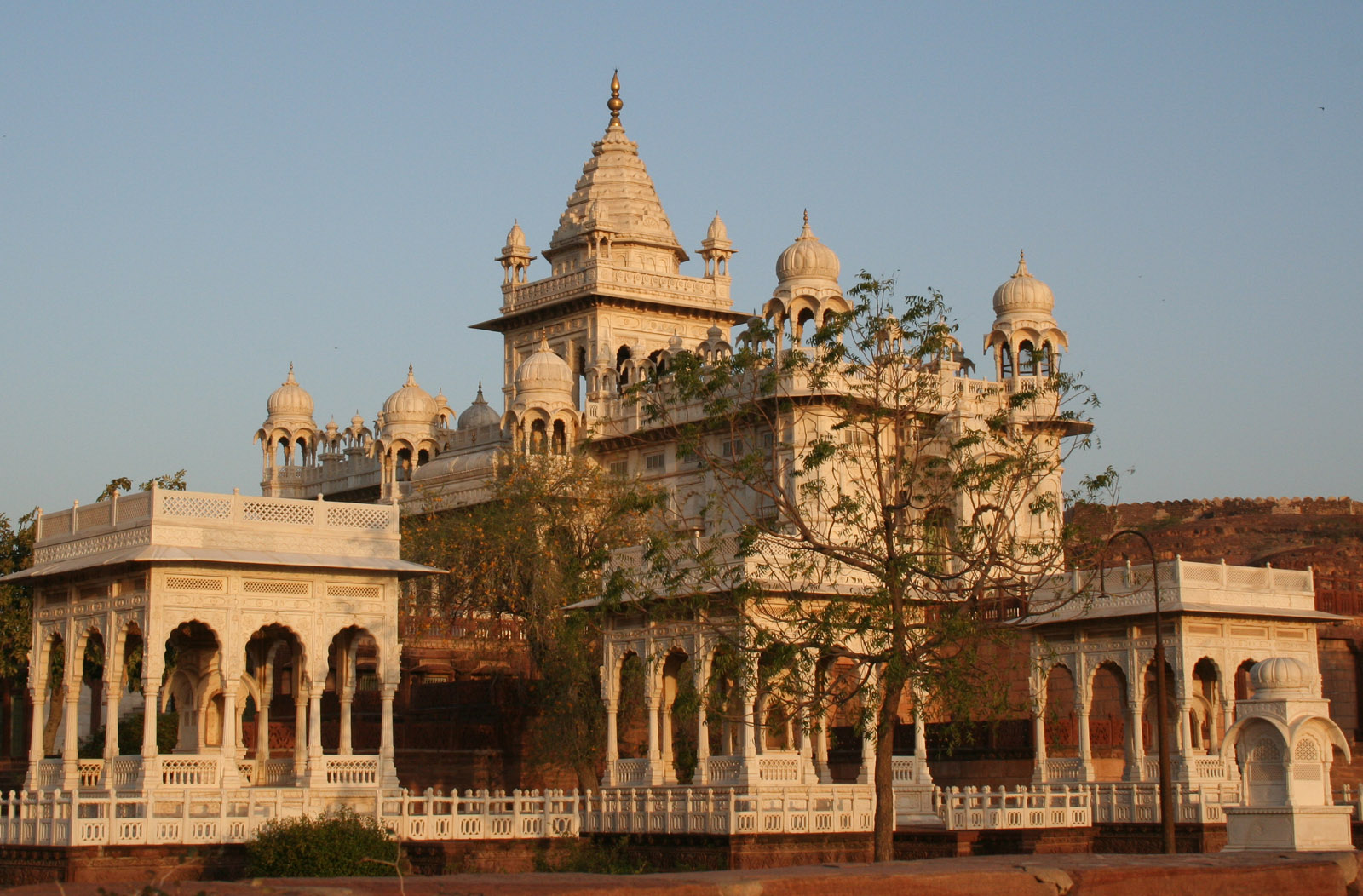
贾斯旺·萨达陵墓

贾斯旺·萨达陵墓（Jaswant Thada）是一座白色的大理石陵墓建筑，位于印度拉贾斯坦邦焦特布尔。它是由焦特布尔的萨达·辛格王公于1899年修建，以纪念他的父亲贾斯旺.辛格二世 。
贾斯旺·萨达陵墓内展示陈列着历代焦特布尔王公的肖像，还有格子窗、花园及小湖泊。周围还有不少王公亲属的墓地。

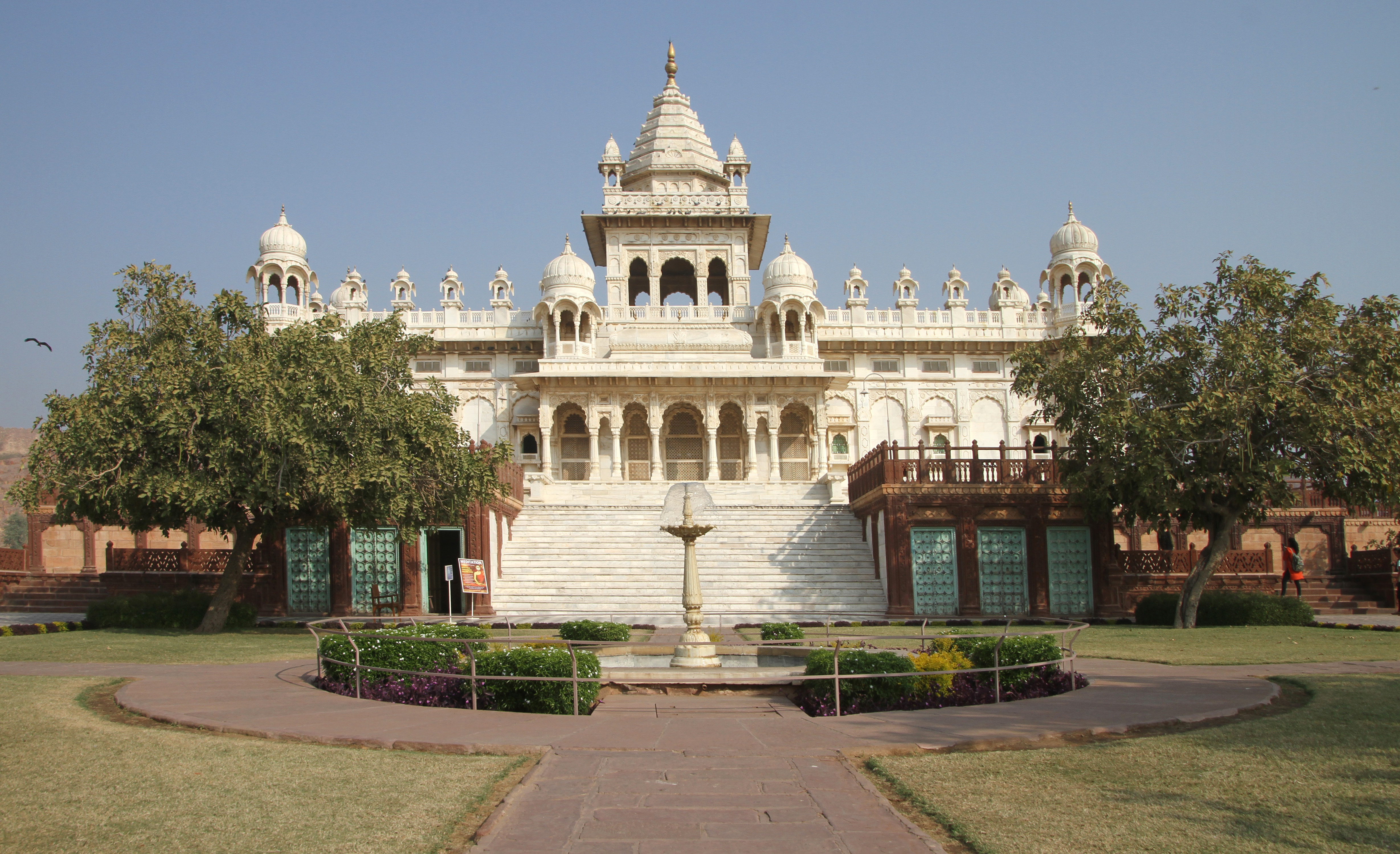
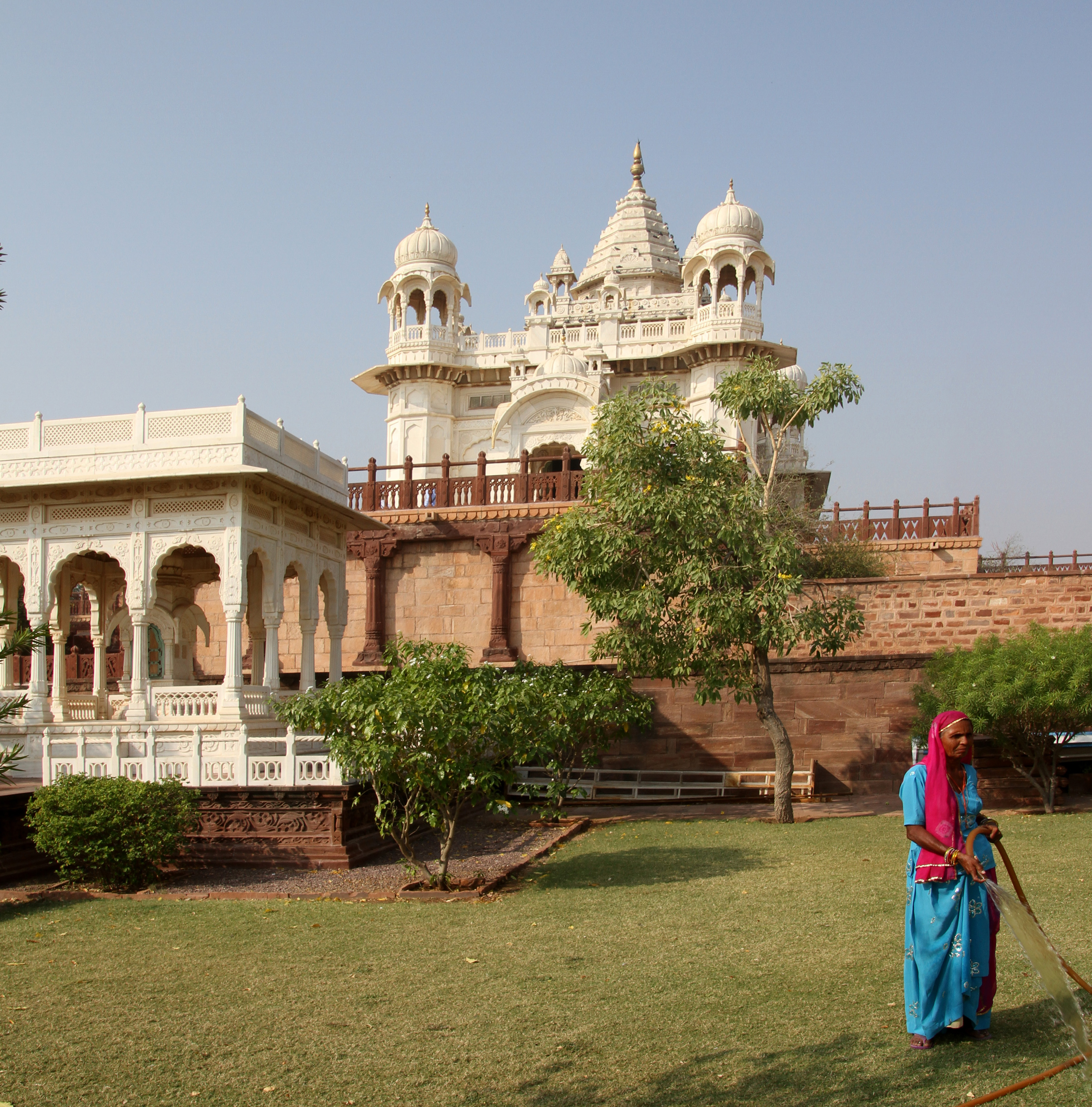
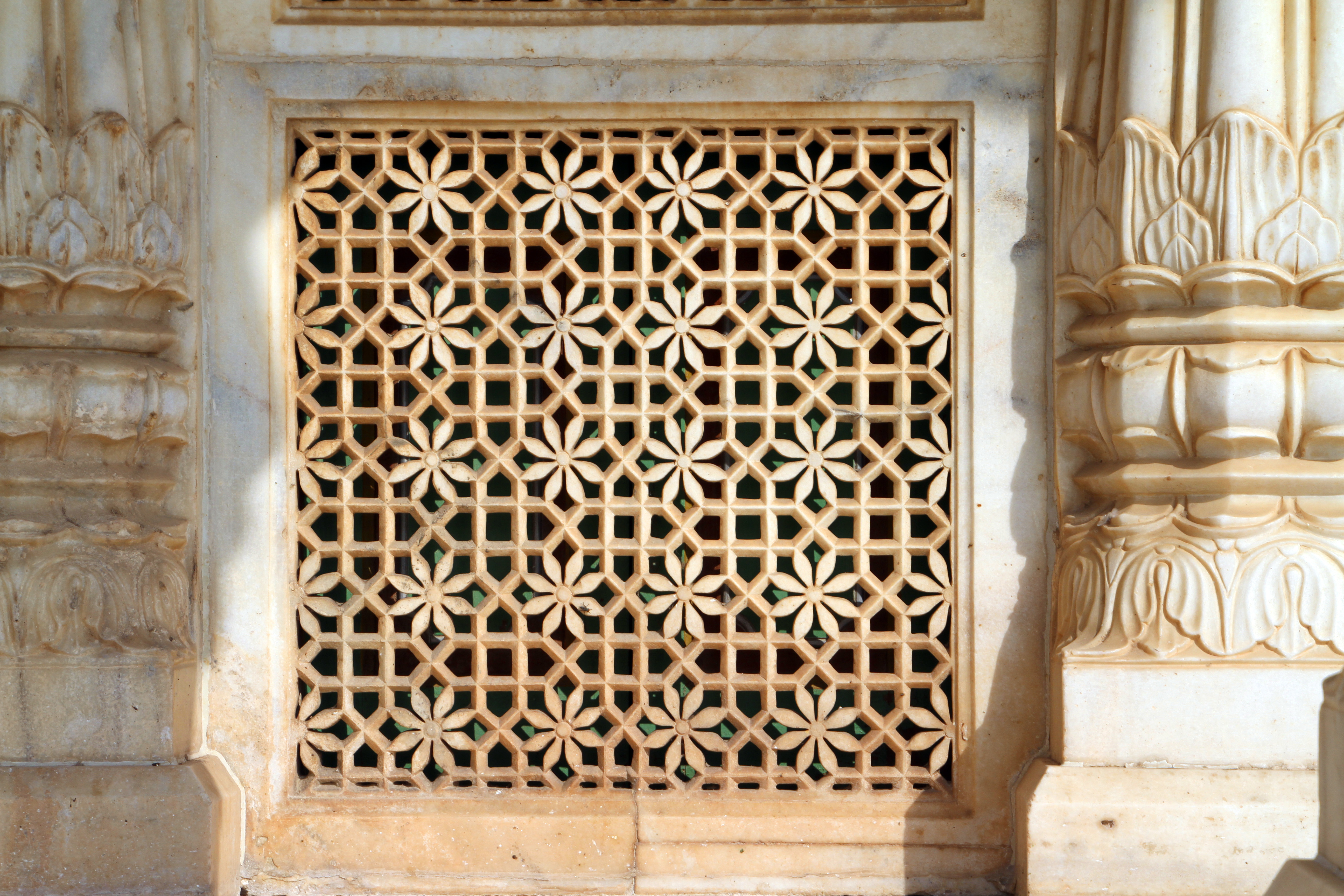
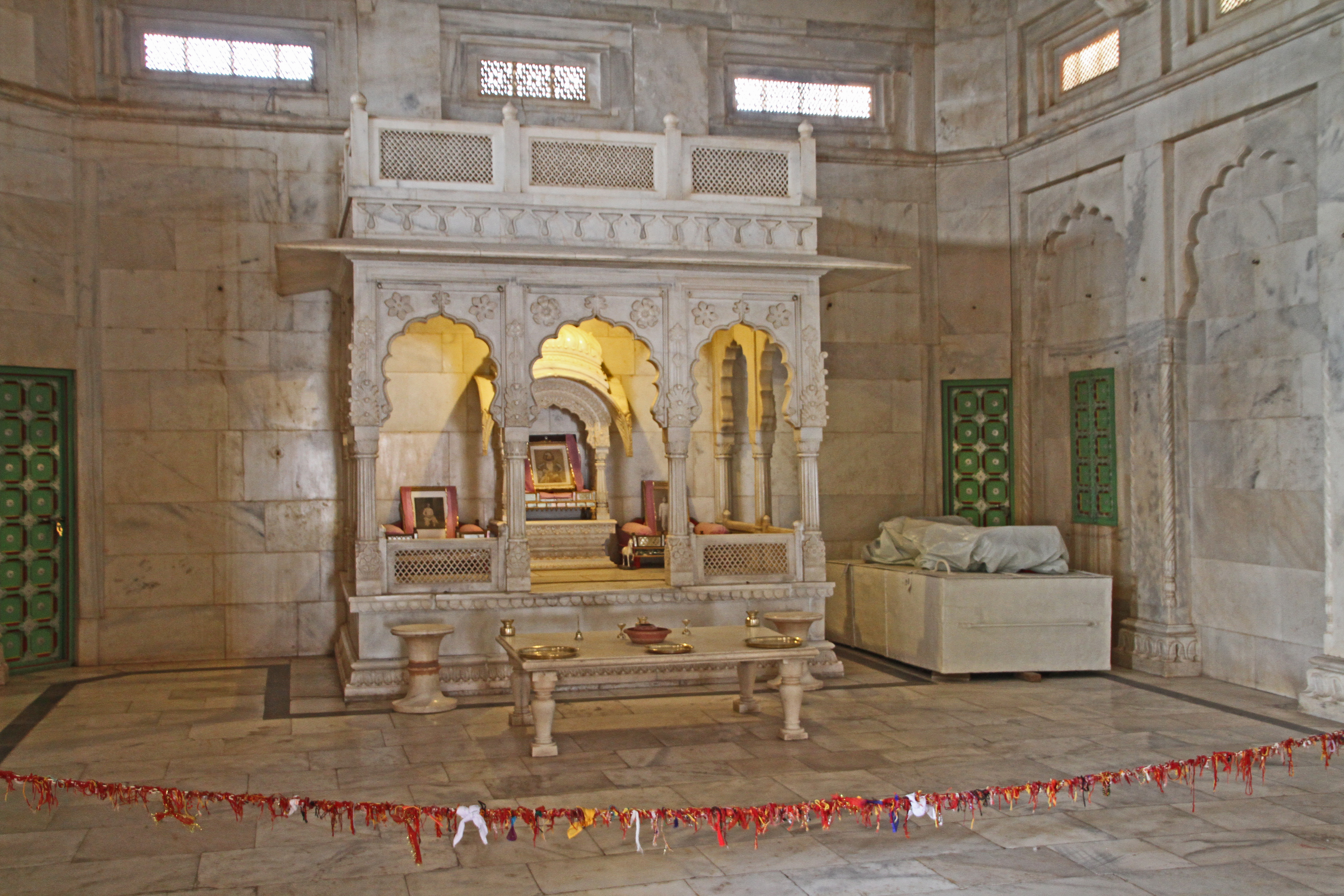
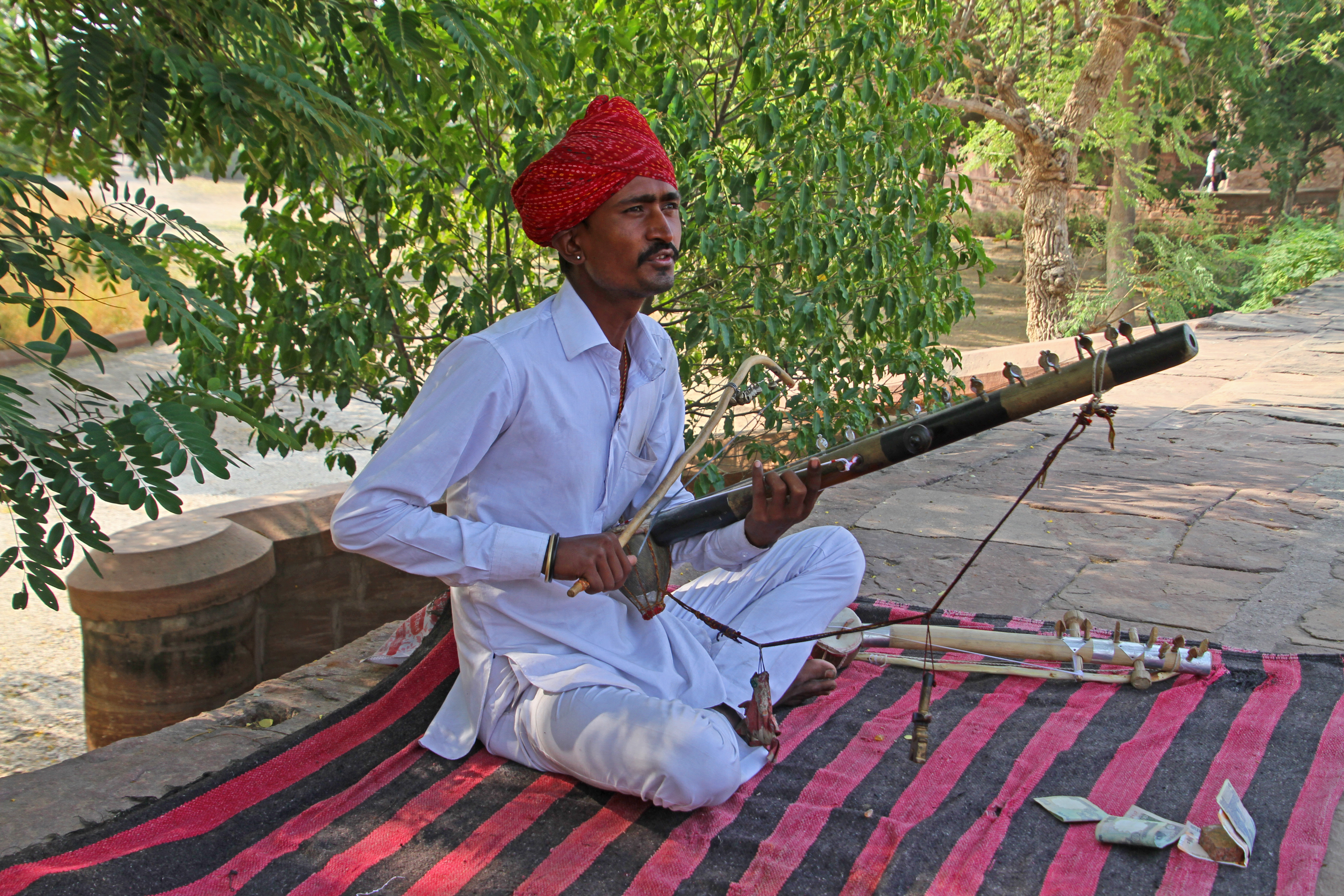
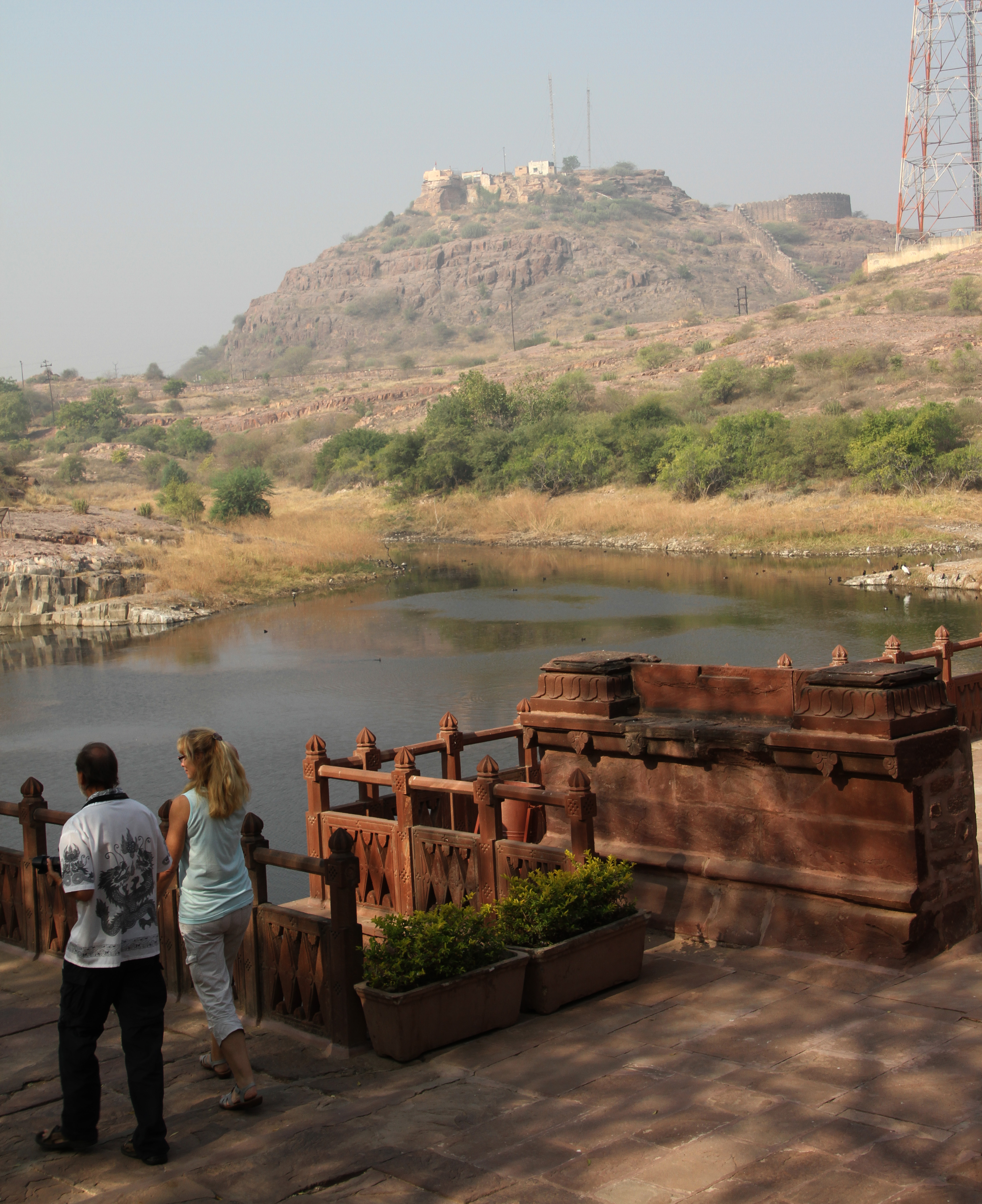